# Temporada 1881-1882 del Liceu
Segons publica La Vanguardia del 4 d'octubre de 1881, aquesta és la llista definitiva de la companyia lírica italiana que havia de funcionar al teatre del Liceu en la primera part de la temporada 1881-1882:
- Mestres directors: Franco Faccio, Auguste Vianesi.
- Prima donna assoluta soprano drammatica: Carolina Casanova de Cepeda.
- Prima donna assoluta soprano legg'era: Elisa Donzelli Stefanini.
- Prima donna soprano assoluta: Elisa Vidmar.
- Prime donne mezzo-soprani fe contralti assolute: Giuseppina Pasqua, Italia Pergolani.
- Primi tenori assoluti: Giuliani Gayarre, Luigi Filippi Bresciani, Valdemiro Bacci, Bartolommeo Massaiiet, Angelo Fiorentini.
- Primi báritoni assoluti: Vittorio Maurel, Napoleone Verger, Arturo Marescalchi.
- Primo basso cómico assoluto: Arístde Fiorini.
  - Primi bassi assoluti; Romano Nannetti, Angelo Tamburini, Paolo Meroles, Abulker Leoni.
- Coro d'ambo i sessi: 35 donne, 45 uomini.
- Orchestra: 100 proffessori.[1]

És l'any que debuta al Liceu el gran tenor Julián Gayarre, que per qüestió de modes apareixia com Giuliani Gayarre. Aquesta actuació va significar un dels moments més gloriosos de tota la història del teatre.
El 13 de maig s'estrenava Hamlet de Thomas, que a Catalunya -i se n'han fet 87 representacions- sempre seria conegut com a Amleto i cantat en italià, un cop més, el Teatre Principal s'havia avançat al Liceu i havia ofert la primícia a Barcelona tot just un mes abans, 9 d'abril de 1882.
| Temporada 1881-1882 del Liceu |                   |                  |                   | |           |                                         |
| Òpera                         | Compositor        | Director musical | Director d'escena | Papers principals | Producció | Dates                                   |
| La favorita                   | Gaetano Donizetti | Franco Faccio    |                   | Giuseppina Pasqua, Julián Gayarre, Napoleone Verger, Adela Gassull, Romano Nannetti, Angelo Fiorentini                                |           | 22, 23, 26 octubre / 6, 17, 30 novembre |
| Aida                          | Giuseppe Verdi    |                  |                   | Carolina Casanova de Cepeda, Giuseppina Pasqua, Luigi Filippi Bresciani, Victor Maurel/Arturo Marescalchi, Pau Meroles, Abulker Leoni |           | novembre                                |
| Dinorah                       | Giacomo Meyerbeer |                  |                   | Elisa Stefanini Donzelli, Ebe Treves, Valdemiro Bacci, Arturo Marescalchi                                                             |           | novembre                                |
| Don Pasquale                  | Gaetano Donizetti |                  |                   | Mariannina Lodi, Valdemiro Bacci, Napoleone Verger, Aristide Fiorini                                                                  |           | novembre                                |
| Lucrezia Borgia               | Vincenzo Bellini  |                  |                   | Carolina Casanova de Cepeda, Ebe Treves, Julián Gayarre, Romano Nannetti                                                              |           | novembre                                |
| I puritani                    | Gaetano Donizetti | Domènec Sánchez  |                   | Francesc Puiggener, Romano Nannetti, Julián Gayarre, Napoleone Verger, Adela Gassull, Marianna Lodi                                   |           | 12, 15 novembre                         |
| Sonnambula                    | Vincenzo Bellini  |                  |                   | Elisa Stefanini Donzelli/Mariannina Lodi, Ebe Treves, Valdemiro Bacci, Arturo Marescalchi                                             |           | novembre                                |
| Los Huguenots                 | Giacomo Meyerbeer |                  |                   | Carolina Casanova de Cepeda, Mariannina Lodi, Ebe Treves, Julián Gayarre, Victor Maurel, Romano Nannetti                              |           | novembre                                |
| Hamlet                        | Ambroise Thomas   |                  |                   | No hi ha notícies a la premsa especialitzada de l'època, a l'abril,Hamlet havia obert la temporada del teatre Principal               |           | 13 de maig                              |